# Sambou Sissoko
Sambou Sissoko (Clamart, 27 de abril de 1999) es un futbolista francés que juega de defensa en el Valenciennes F. C. del Championnat National.

## Trayectoria
Comenzó su carrera deportiva en el Tours FC, en 2017, debutando como profesional, en Ligue 2, el 11 de agosto de 2017 frente al Stade de Reims.

### Stade Reims
En 2019 fichó por el Stade de Reims, que ya se encontraba en la Ligue 1.

## Selección nacional
Sissoko fue internacional sub-19 y sub-20 con la selección de fútbol de Francia.

## Clubes
| Club                                    | País    | Año       |
| --------------------------------------- | ------- | --------- |
| Tours F. C. II                          | Francia | 2016-2017 |
| Tours F. C.                             | Francia | 2017-2019 |
| Stade de Reims                          | Francia | 2019-2022 |
| U. S. Quevilly-Rouen Métropole (cedido) | Francia | 2020-2021 |
| R. F. C. Seraing                        | Bélgica | 2022-2023 |
| F. C. Vorskla Poltava                   | Ucrania | 2024      |
| Valenciennes F. C.                      | Francia | 2024-     |